# Dosuđe
Dosuđe este un sat din comuna Plav, Muntenegru. Conform datelor de la recensământul din 2003, localitatea are 265 de locuitori (la recensământul din 1991 erau 537 de locuitori).

## Demografie
În satul Dosuđe locuiesc 185 de persoane adulte, iar vârsta medie a populației este de 37,1 de ani (36,9 la bărbați și 37,4 la femei). În localitate sunt 70 de gospodării, iar numărul mediu de membri în gospodărie este de 3,79.
Populația localității este foarte eterogenă.
|  |

| Demografie | Demografie | Demografie |
| An         | Locuitori  | Locuitori  |
| ---------- | ---------- | ---------- |
|            |            |            |
|            |            |            |
|            |            |            |
|            |            |            |
| 1948       | 566        |            |
| 1953       | 530        |            |
| 1961       | 551        |            |
| 1971       | 563        |            |
| 1981       | 451        |            |
| 1991       | 537        | 339        |
| 2003       | 438        | 265        |

| \| Componența etnică conform recensământului din 2003[2] \| Componența etnică conform recensământului din 2003[2] \| Componența etnică conform recensământului din 2003[2] \| Componența etnică conform recensământului din 2003[2] \| Componența etnică conform recensământului din 2003[2] \| \| ----------------------------------------------------- \| ----------------------------------------------------- \| ----------------------------------------------------- \| ----------------------------------------------------- \| ----------------------------------------------------- \| \| \| \| \| \| \| \| Bosniaci \| Bosniaci \| \| 155 \| 58,49% \| \| Albanezi \| Albanezi \| \| 46 \| 17,35% \| \| Sârbi \| Sârbi \| \| 43 \| 16,22% \| \| Muntenegreni \| Muntenegreni \| \| 13 \| 4,9% \| \| Musulmani \| Musulmani \| \| 1 \| 0,37% \| \| necunoscută \| necunoscută \| \| 0 \| 0% \| |              |  |     |        |
| Componența etnică conform recensământului din 2003 |              |  |     |        |
| |              |  |     |        |
| Bosniaci | Bosniaci     |  | 155 | 58,49% |
| Albanezi | Albanezi     |  | 46  | 17,35% |
| Sârbi | Sârbi        |  | 43  | 16,22% |
| Muntenegreni | Muntenegreni |  | 13  | 4,9%   |
| Musulmani | Musulmani    |  | 1   | 0,37%  |
| necunoscută | necunoscută  |  | 0   | 0%     |